# Poružnica
Poružnica (em cirílico: Поружница) é uma vila da Sérvia localizada no município de Sokobanja, pertencente ao distrito de Zaječar, na região de Banja. A sua população era de 299 habitantes segundo o censo de 2011.

## Demografia
| 1948 | 1953 | 1961 | 1971 | 1981 | 1991 | 2002 | 2011 |
| ---- | ---- | ---- | ---- | ---- | ---- | ---- | ---- |
| 564  | 568  | 543  | 537  | 473  | 424  | 354  | 299  |